# Andorre aux Jeux olympiques de la jeunesse d'hiver de 2012
L'Andorre a participé aux Jeux olympiques de la jeunesse d'hiver de 2012 à Innsbruck en Autriche du 13 au 22 janvier 2012. L'équipe d'Andorre était composée de 4 athlètes dans 3 sports.

## Médaillés
| Médaille | Nom                | Sport     | Épreuve        | Date       |
| -------- | ------------------ | --------- | -------------- | ---------- |
| Bronze   | Joan Verdu Sanchez | Ski alpin | Super-G hommes | 14 janvier |

## Résultats

### Ski alpin
L'Andorre a qualifié un homme et une femme en ski alpin.

#### Homme
| Athlète            | Épreuve      | Finale          | Finale          | Finale          | Finale          |
| Athlète            | Épreuve      | Manche 1        | Manche 2        | Total           | Rang            |
| ------------------ | ------------ | --------------- | --------------- | --------------- | --------------- |
| Joan Verdu Sanchez | Slalom       | 41 s 27         | 40 s 06         | 1 min 21 s 33   | 8               |
| Joan Verdu Sanchez | Slalom géant | N'a pas terminé | N'a pas terminé | N'a pas terminé | N'a pas terminé |
| Joan Verdu Sanchez | Super-G      |                 |                 | 1 min 04 s 65   | 3               |
| Joan Verdu Sanchez | Combiné      | 1 min 04 s 58   | N'a pas terminé | N'a pas terminé | N'a pas terminé |

#### Femmes
| Athlète       | Épreuve      | Finale           | Finale   | Finale        | Finale |
| Athlète       | Épreuve      | Manche 1         | Manche 2 | Total         | Rang   |
| ------------- | ------------ | ---------------- | -------- | ------------- | ------ |
| Sara Ramentol | Slalom       | N'a pas terminée |          |               |        |
| Sara Ramentol | Slalom géant | Disqualifiée     |          |               |        |
| Sara Ramentol | Super-G      |                  |          | 1 min 07 s 96 | 16     |
| Sara Ramentol | Combiné      | 1 min 08 s 53    | 40 s 75  | 1 min 49 s 28 | 21     |

### Ski acrobatique
L'Andorre a qualifié un homme en ski acrobatique.
Ski half-pipe
| Athlète            | Épreuve              | Qualification | Qualification | Finale       | Finale       |
| Athlète            | Épreuve              | Points        | Rang          | Points       | Rang         |
| ------------------ | -------------------- | ------------- | ------------- | ------------ | ------------ |
| Ian Serra Carrillo | Ski half-pipe hommes | 40,50         | 13            | Non qualifié | Non qualifié |

### Snowboard
L'Andorre a qualifié une femme en snowboard.
Femme
| Athlète       | Épreuve           | Qualification   | Qualification   | Qualification   | Demi-finale   | Demi-finale   | Demi-finale   | Finale        | Finale        | Finale        |
| Athlète       | Épreuve           | Manche 1        | Manche 2        | Rang            | Manche 1      | Manche 2      | Rang          | Manche 1      | Manche 2      | Rang          |
| ------------- | ----------------- | --------------- | --------------- | --------------- | ------------- | ------------- | ------------- | ------------- | ------------- | ------------- |
| Maeva Estevez | Half-pipe femmes  | 15,00           | 11,75           | 14              | Non qualifiée | Non qualifiée | Non qualifiée | Non qualifiée | Non qualifiée | Non qualifiée |
| Maeva Estevez | Slopestyle femmes | N'a pas débutée | N'a pas débutée | N'a pas débutée |               |               |               | Non qualifiée | Non qualifiée | Non qualifiée |